# 伊卡區
14°03′50″S 75°43′45″W / 14.0640°S 75.7291°W
伊卡區（西班牙語：Distrito de Ica）是秘魯的一個區，位於該國中南部伊卡大區的伊卡省，面積887.5平方公里，海拔高度406米，2005年該區人口117,839，人口密度每平方公里130人。